# SV Castrop-Rauxel
Der SV Castrop-Rauxel 1923 (meist abgekürzt als SV Castrop-Rauxel) war ein Schachverein aus Castrop-Rauxel, Nordrhein-Westfalen, Deutschland. Die 1. Mannschaft spielte von der Saison 1993/94 bis zur Saison 2001/02 in der deutschen Schachbundesliga. Die beste Bundesliga-Platzierung erreichte der 1923 gegründete Verein 1998/99 mit dem 5. Platz.

## Bundesliga
Der SV Castrop-Rauxel stieg 1993 in die 1980 gebildete eingleisige Schachbundesliga auf. Als Neuling belegte er in der Saison 1993/94 unter den 16 Mannschaften der Liga Platz acht. In den folgenden vier Jahren 1994/95, 1995/96, 1996/97 und 1997/98 lagen die Platzierungen zwischen den Rängen sieben und zehn. Mit Rang fünf erreichte der Schachverein in der Saison 1998/99 den besten Platz in seiner Bundesligageschichte. Nach Platz sieben 1999/2000 landete der SV 2000/01 auf Platz zwölf, dem letzten Nicht-Abstiegsplatz. Zwar erreichte Castrop-Rauxel in seiner letzten Bundesliga-Saison 2001/02 den zehnten Platz, zog sich aber freiwillig aus der Liga zurück.
Der Grund für den Rückzug lag sehr wahrscheinlich – wie bei mehreren anderen ehemaligen Bundesliga-Vereinen – auch beim SV Castrop-Rauxel in der hohen finanziellen Belastung durch die Bundesliga beziehungsweise ausbleibenden Sponsoren. In der Ewigen Tabelle der Schachbundesliga belegt der SV Castrop-Rauxel mit Stand Abschluss der Saison 2015/16 den 21. Rang.

## Mannschaftskader Bundesliga

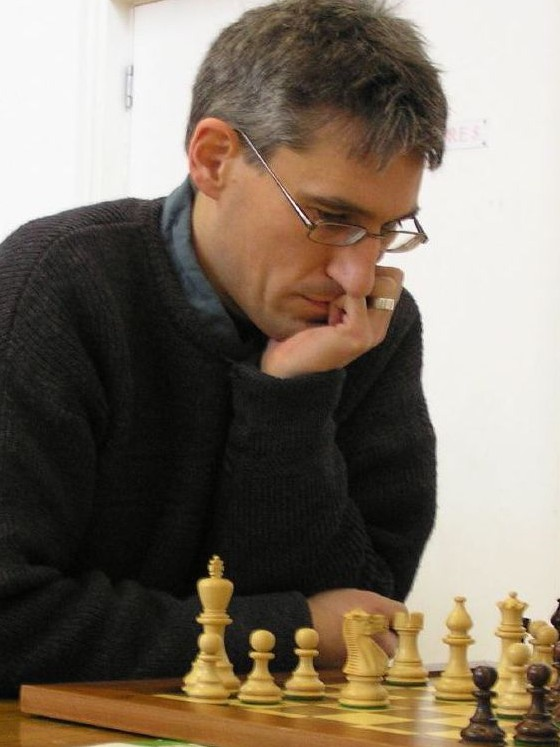
Daniel King (hier 2006), in der Saison 1998/99 für Castrop-Rauxel an Brett 4

Im 14-köpfigen Mannschaftskader der Spitzen-Saison 1998/99 (fünfter Platz) standen ausschließlich Großmeister (GM), Internationale Meister (IM) und FIDE-Meister (FM). In der Reihenfolge von Brett 1 bis Brett 10 waren das die Spitzenspieler
1. Nigel Short (GM), Elo 2670
2. Eduardas Rozentalis (GM), 2575
3. Paul van der Sterren (GM), 2575
4. Daniel King (GM), 2530
5. Joseph Gallagher (GM), 2525
6. Georg Seul (IM), 2445
7. Michael Hoffmann (IM), 2440
8. William N. Watson (GM), 2525
9. Ralf Appel (IM), 2490 und
10. Volkmar Dinstuhl (FM), 2410.

Michael Hoffmann an Brett sieben hatte seine schachliche Karriere Anfang der 1980er-Jahre beim SV Castrop-Rauxel begonnen, war Deutscher Meister in mehreren Jugendklassen und blieb dem SV bis zum Rückzug aus der Bundesliga treu. 2009 übersprang Hoffmann Elo 2500 und wird seitdem in den Listen der FIDE als Großmeister geführt. 

## Entwicklung nach 2002
Nach dem Rückzug aus der 1. Bundesliga spielte die erste Mannschaft des SV Castrop-Rauxel in den beiden höchsten Spielklassen Nordrhein-Westfalens, der Oberliga NRW und der NRW-Klasse. Bekannte Spieler, die in dieser Zeit zum Einsatz kamen, sind die Niederländer Jan-Willem de Jong und Bianca Muhren. Insgesamt trat Castrop-Rauxel bis zur Saison 2014/15 mit vier Mannschaften an.
Am 22. Mai 2015 beschlossen die außerordentlichen Mitgliederversammlungen des SV Castrop-Rauxel und des SK Herne-Sodingen, die beiden Vereine zum SK Sodingen/ Castrop 24/23 e. V. zu vereinigen. Die Fusion trat zur Saison 2015/16 in Kraft.